# Phường 11, Quận 6
Phường 11 là một phường thuộc Quận 6, Thành phố Hồ Chí Minh, Việt Nam.
Phường 11 có diện tích 0,92 km², dân số năm 2021 là 28.232 người,  mật độ dân số đạt 30.686 người/km².